# 대설해의 카이나
《대설해의 카이나》(일본어: 大雪海のカイナ 오유키미노 가이나[*])는 스튜디오 창립 40주년을 기념하기 위해 니헤이 츠토무가 제작하고 폴리곤 픽처스가 애니메이션화한 일본 오리지널 애니메이션 TV 시리즈이다. 이 시리즈는 2023년 1월부터 3월까지 후지 TV의 +Ultra 프로그래밍 블록에서 방영되었다. 다케모토 이토에가 그린 만화 각색판은 2022년 2월 코단샤의 소년 만화 잡지 월간 소년 시리우스에서 연재를 시작했다. 크런치롤은 만화와 애니메이션 모두의 라이선스를 보유하고 있다. "카이나 오브 더 그레이트 스노우 씨: 스타세이지"(Kaina of the Great Snow Sea: Star Sage)라는 속편 애니메이션 영화가 2023년 10월 일본 극장에서 개봉되었다.

## 줄거리
카이나는 거대한 궤도수(軌道樹)에 의해 생성된 캐노피라는 유기막으로 덮인 세계에 살고 있다. 궤도수 기슭에 있는 캐노피 아래에는 끝없는 눈의 바다가 펼쳐져 있다. 이곳에서 리리하 공주와 그녀의 조국 아틀란드는 추위와 라이벌 국가인 발간(Valghan)에 맞서 살아남기 위해 고군분투한다. 리리하가 조국을 구하기 위해 필사적으로 캐노피로 여행을 떠날 때, 그녀는 카이나에게 구출되고, 두 사람이 캐노피의 비밀을 밝혀내기 위해 세계를 여행하게 되는 이벤트가 시작된다.